# مأموریت ناممکن سامورایی
مأموریت ناممکن سامورایی (انگلیسی: Samurai Hustle) فیلمی کمدی به کارگردانی کاتسوهیده موتوکی است که سال ۲۰۱۴ اکران شد. از بازیگران آن می‌توان به کیوکو فوکادا، یوسوکه کامیجی، و یوری چینن اشاره کرد.